# Yves Hocdé
Yves Hocdé, francoski veslač, * 29. april 1973, Nantes.
Hocdé je za Francijo nastopil kot veslač lahkega četverca brez krmarja na Poletnih olimpijskih igrah 2000 v Sydneyju, kjer je francoski čoln osvojil zlato medaljo.
Na svetovnih prvenstvih je v letih 1999 in 2001 z istim čolnom dvakrat osvojil bronasto medaljo.